# Municipio de Lafayette (condado de Ogle)
El municipio de Lafayette (en inglés: Lafayette Township) es un municipio ubicado en el condado de Ogle en el estado estadounidense de Illinois. En el año 2010 tenía una población de 170 habitantes y una densidad poblacional de 3,76 personas por km².

## Geografía
El municipio de Lafayette se encuentra ubicado en las coordenadas 41°54′37″N 89°13′33″O / 41.91028, -89.22583. Según la Oficina del Censo de los Estados Unidos, el municipio tiene una superficie total de 45.22 km², de la cual 45,22 km² corresponden a tierra firme y (0 %) 0 km² es agua.

## Demografía
Según el censo de 2010, había 170 personas residiendo en el municipio de Lafayette. La densidad de población era de 3,76 hab./km². De los 170 habitantes, el municipio de Lafayette estaba compuesto por el 92,35 % blancos, el 1,18 % eran afroamericanos, el 0,59 % eran amerindios, el 5,29 % eran de otras razas y el 0,59 % eran de una mezcla de razas. Del total de la población el 6,47 % eran hispanos o latinos de cualquier raza.